# Nordirische Fußballnationalmannschaft/Weltmeisterschaften
Der Artikel beinhaltet eine ausführliche Darstellung der nordirischen Fußballnationalmannschaft bei Weltmeisterschaften. Nordirland nahm an drei WM-Endrunden teil, nach 1986 konnte sich die Mannschaft aber nicht mehr qualifizieren. Bis 1998 war Nordirland der flächenmäßig kleinste WM-Teilnehmer (13.843 km²) und wurde dann von Jamaika (10.991 km²) abgelöst. In der ewigen Tabelle liegen die Nordiren auf Platz 43, einen Platz hinter der Republik Irland, die sich seit 1990 ebenfalls dreimal qualifizieren konnte.

## Übersicht
| Jahr | Gastgeberland  | Teilnahme bis …    | Letzte(r) Gegner            | Ergebnis | Trainer       | Bemerkungen und Besonderheiten |
| ---- | -------------- | ------------------ | --------------------------- | -------- | ------------- | --- |
| 1930 | Uruguay        | nicht teilgenommen |                             |          |               | |
| 1934 | Italien        | nicht teilgenommen |                             |          |               | |
| 1938 | Frankreich     | nicht teilgenommen |                             |          |               | |
| 1950 | Brasilien      | nicht qualifiziert |                             |          |               | in der Qualifikation an England und Schottland, das auf die Teilnahme verzichtete, gescheitert |
| 1954 | Schweiz        | nicht qualifiziert |                             |          |               | in der Qualifikation an England und Schottland gescheitert |
| 1958 | Schweden       | Viertelfinale      | Frankreich                  | 8.       | Peter Doherty | zweitbeste britische Mannschaft |
| 1962 | Chile          | nicht qualifiziert |                             |          |               | in der Qualifikation an Deutschland gescheitert |
| 1966 | England        | nicht qualifiziert |                             |          |               | in der Qualifikation an der Schweiz gescheitert |
| 1970 | Mexiko         | nicht qualifiziert |                             |          |               | in der Qualifikation an der UdSSR gescheitert |
| 1974 | Deutschland    | nicht qualifiziert |                             |          |               | in der Qualifikation an Bulgarien gescheitert |
| 1978 | Argentinien    | nicht qualifiziert |                             |          |               | in der Qualifikation an den Niederlanden gescheitert |
| 1982 | Spanien        | Zwischenrunde      | Österreich, Frankreich      | 9.       | Billy Bingham | |
| 1986 | Mexiko         | Vorrunde           | Algerien, Spanien Brasilien | 21.      | Billy Bingham | |
| 1990 | Italien        | nicht qualifiziert |                             |          |               | in der Qualifikation u. a. an Spanien und Irland gescheitert |
| 1994 | USA            | nicht qualifiziert |                             |          |               | in der Qualifikation u. a. wieder an Spanien und Irland gescheitert |
| 1998 | Frankreich     | nicht qualifiziert |                             |          |               | in der Qualifikation u. a. an Deutschland gescheitert |
| 2002 | Südkorea/Japan | nicht qualifiziert |                             |          |               | in der Qualifikation u. a. an Dänemark und Tschechien, das in den Playoffs der Gruppenzweiten scheiterte, gescheitert                                                                                                |
| 2006 | Deutschland    | nicht qualifiziert |                             |          |               | in der Qualifikation u. a. an der England und Polen gescheitert |
| 2010 | Südafrika      | nicht qualifiziert |                             |          |               | in der Qualifikation u. a. an der Slowakei und Slowenien gescheitert |
| 2014 | Brasilien      | nicht qualifiziert |                             |          |               | in der Qualifikation u. a. an Russland und Portugal gescheitert |
| 2018 | Russland       | nicht qualifiziert |                             |          |               | In der Qualifikation wurde Nordirland in einer Gruppe mit Titelverteidiger Deutschland, Tschechien, Norwegen, Aserbaidschan und San Marino Zweiter und scheiterte in den Playoffs der Gruppenzweiten an der Schweiz. |
| 2022 | Katar          | nicht qualifiziert |                             |          |               | In der Qualifikation an der Schweiz und Italien gescheitert |

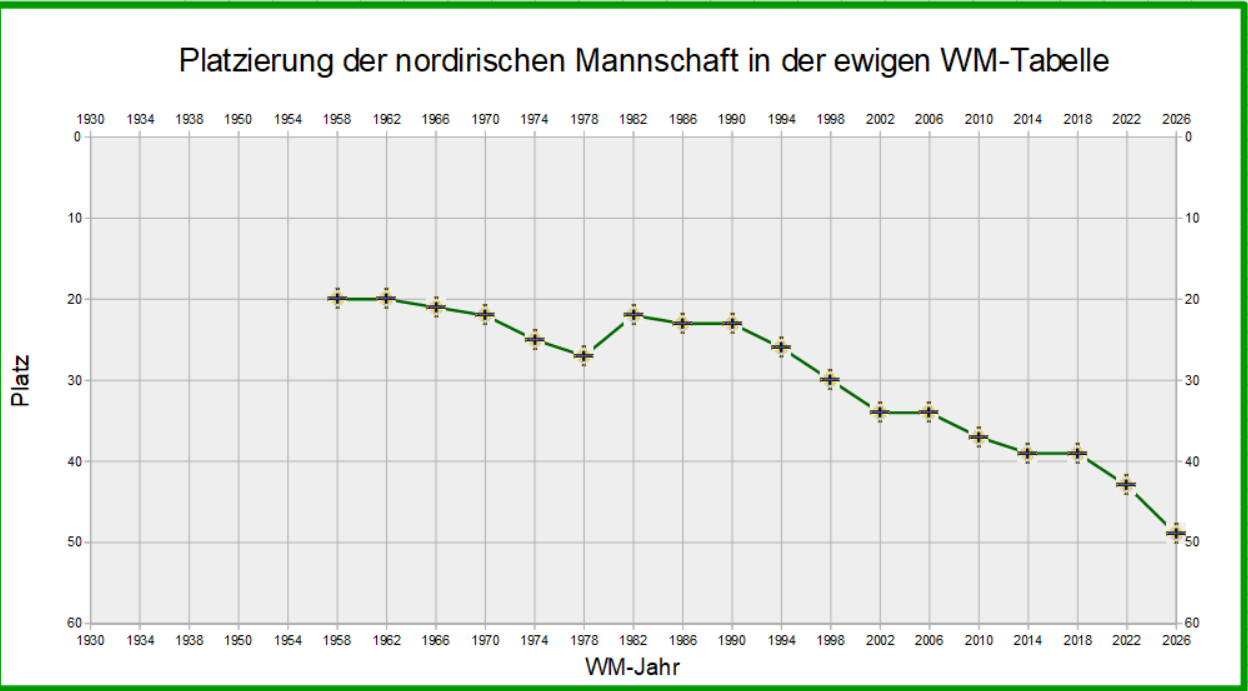
Platzierung der nordirischen Mannschaft in der ewigen WM-Tabelle

Statistik (Angaben inkl. Qualifikation 2022: 22 Weltmeisterschaften; Prozentangaben sind gerundet)
- Nicht qualifiziert: 16-mal (72,7 %; 1950, 1954, 1962, 1966, 1970, 1974, 1978, 1990, 1994, 1998, 2002, 2006, 2010, 2014, 2018 und 2022)
- Teilnahmeverzicht: dreimal (13,6 %; 1930, 1934 und 1938)
- Sportliche Qualifikation: dreimal (13,6 % bzw. 15,7 % der Versuche)
  - Vorrunde: einmal (4,5 %; 1986)
  - Zwischenrunde mit 12 Teilnehmern: einmal (4,5 %; 1982)
  - Viertelfinale: einmal (4,5 %; 1958)

## WM-Turniere

### 1930 in Uruguay bis 1938 in Frankreich
In der Zeit vor dem Zweiten Weltkrieg waren die britischen Fußballverbände noch nicht damit einverstanden, dass Profi-Spieler an Fußball-Weltmeisterschaften teilnehmen. Die nordirische Nationalmannschaft nahm deshalb weder an der WM 1930 noch an den Qualifikationswettbewerben für die WM-Endrunden 1934 und 1938 teil.

### 1950 in Brasilien
1950 wollten die britischen Mannschaften erstmals teilnehmen und als Qualifikation dienten die British Home Championships. Die FIFA bot den ersten beiden Mannschaften an, an der Endrunde in Brasilien teilzunehmen, Schottland wollte allerdings nur als Sieger zur WM fahren. Nordirland wurde zusammen mit Wales Dritter und konnte sich nicht qualifizieren. England fuhr als Sieger zur WM, Schottland verzichtete wie angekündigt als Zweiter.

### 1954 in der Schweiz
Wieder waren die British Home Championship 1953/54 gleichzeitig die Qualifikation für die WM-Endrunde und Nordirland konnte sich als Dritter erneut nicht qualifizieren, während Schottland diesmal als Zweitplatzierter zusammen mit der siegreichen englischen Mannschaft teilnahm.

### 1958 in Schweden

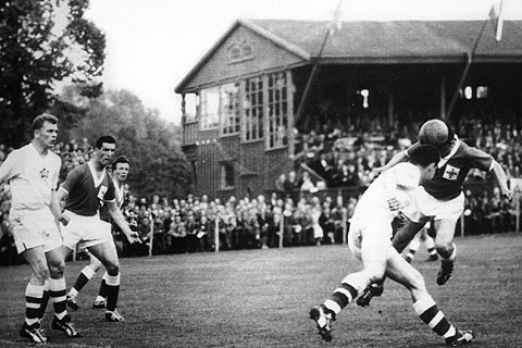
Szene aus dem ersten WM-Spiel der Nordiren gegen die Tschechoslowakei

Erstmals trat Nordirland in der Qualifikation gegen andere europäische Mannschaften an und setzte sich überraschend gegen Italien und Portugal durch. Dabei profitierten die Nordiren auch vom Londoner Nebel, denn dieser verhinderte, dass am 4. Dezember 1957 der für das Qualifikationsspiel gegen Italien angesetzte Schiedsrichter in Belfast eintreffen konnte. Das Spiel wurde dann zum Freundschaftsspiel deklariert, da es von einem nordirischen Schiedsrichter geleitet wurde, und für den 15. Januar 1958 neu angesetzt. Mit dem 2:2 im Freundschaftsspiel wäre Nordirland ausgeschieden gewesen. So hatte Nordirland durch das 2:1 am 15. Januar 1958 einen Punkt mehr als die Italiener.
Bei der Endrunde, für die sich bis heute zum einzigen Mal auch die anderen britischen Mannschaften qualifiziert hatten und jede in eine andere Gruppe gelost wurde, traf Nordirland im ersten WM-Spiel auf die Tschechoslowakei und gewann durch das von Wilbur Cush erzielte erste nordirische WM-Tor mit 1:0. Im zweiten Spiel trafen die Nordiren auf Südamerikameister Argentinien und gingen bereits in der dritten Minute mit 1:0 durch ein Tor von Peter McParland in Führung. Die Südamerikaner konnten aber in der 38. Minute durch einen verwandelten Strafstoß ausgleichen und in der zweiten Halbzeit das Spiel mit 3:1 für sich entscheiden. Im letzten Spiel trafen die Nordiren auf Titelverteidiger Deutschland und mussten trotz zweimaliger Führung durch McParland ein 2:2 hinnehmen. Damit waren sie nach drei Spielen punktgleich mit den Tschechoslowaken und da weder die erzielten Tore noch der direkte Vergleich Einfluss hatten, gab es ein Entscheidungsspiel, das die Nordiren mit 2:1 nach Verlängerung gewannen, wieder durch zwei Tore von McParland. Bereits zwei Tage später trafen sie im Viertelfinale auf Frankreich und gingen – auch bedingt durch die kurze Rekonvaleszenzzeit – mit 0:4 unter. Damit verabschiedete sich Nordirland für 24 Jahre von der WM-Bühne. Mit fünf Toren war McParland zusammen mit Vavá viertbester Torschütze. Da alle Mannschaften, die über Entscheidungsspiele das Viertelfinale erreicht hatten, dort ausschieden, wurde diese Regel bei der nächsten WM gestrichen und die Tordifferenz als Entscheidungskriterium eingeführt.

### 1962 in Chile
Für die dritte WM in Südamerika konnte sich Nordirland nicht qualifizieren. In einer Gruppe mit Deutschland und Griechenland gewannen die Deutschen alle Spiele, während Nordiren und Griechen nur die Heimspiele gegeneinander gewannen.

### 1966 in England
Für die WM in England sollten sich die Nordiren in einer Gruppe mit der Schweiz, der Niederlande und Albanien qualifizieren. Die Nordiren gewannen alle ihre Heimspiele und holten auch in Rotterdam durch ein torloses Remis einen Punkt, verspielten die Qualifikation am letzten Spieltag durch ein 1:1 in Albanien, wodurch sie einen Punkt weniger als die Schweizer hatten, gegen die sie in Lausanne verloren hatten. Da sich auch Schottland und Wales nicht für die WM qualifizieren konnten, waren die automatisch qualifizierten Engländer der einzige britische WM-Teilnehmer.

### 1970 in Mexiko
Für die erste WM-Endrunde in Mittelamerika waren die UdSSR und die Türkei den Nordiren als Qualifikationsgegner zugelost worden. Nordirland gewann zwar die beiden ersten Spiele gegen die Türkei, kam aber im Heimspiel gegen die UdSSR trotz pausenloser Angriffe nur zu einem torlosen Remis und verlor das entscheidende Spiel um den Gruppensieg in Moskau mit 0:2.

### 1974 in Deutschland
Wieder konnte sich Nordirland nicht für die WM-Endrunde qualifizieren. In einer Gruppe mit Bulgarien, Portugal und Zypern wurde nur Platz 3 belegt und dabei sogar in Zypern verloren, wodurch Zypern erstmals ein WM-Qualifikationsspiel gewann.

### 1978 in Argentinien
Auch für die vierte WM in Südamerika konnte sich Nordirland nicht qualifizieren. Diesmal scheiterten die Nordiren an Vizeweltmeister Niederlande und Belgien und verloren sogar gegen den Gruppenletzten Island, für den das der erste Sieg in einem WM-Qualifikationsspiel war.

### 1982 in Spanien
Erstmals wurde die europäische Qualifikation überwiegend in Fünfergruppen durchgeführt, wobei sich die beiden Gruppenbesten für die Endrunde qualifizierten. Nordirland konnte sich als Gruppenzweiter hinter Schottland und vor Schweden, Portugal und Israel qualifizieren. Perfekt gemacht wurde die Qualifikation am letzten Spieltag durch ein 1:0 gegen Israel.
In Spanien erkämpften die Nordiren im ersten Gruppenspiel ein 0:0 gegen höher eingeschätzte Jugoslawen. Im zweiten Spiel mussten sie sich mit einem 1:1 gegen WM-Neuling Honduras begnügen. Im letzten Gruppenspiel gewannen sie aber erstmals gegen Gastgeber Spanien (1:0), wurden damit überraschend Gruppensieger und erreichten die nur bei dieser WM durchgeführte Zwischenrunde mit Dreiergruppen (2. Finalrunde). Hier trafen sie im ersten Spiel auf Österreich und kamen zu einem 2:2. Drei Tage später verloren sie dann mit 1:4 gegen die Franzosen, die nach ihrem ersten Spiel sechs Tage Pause hatten.

### 1986 in Mexiko
Für die zweite WM in Mexiko qualifizierte sich Nordirland als Gruppenzweiter hinter England vor Rumänien, Finnland und der Türkei. Die Qualifikation gelang erst am letzten Spieltag durch ein torloses Remis in London gegen die bereits qualifizierten Engländer.
In Mexiko kamen die Nordiren im ersten Gruppenspiel nicht über ein 1:1 gegen Algerien hinaus, verloren dann mit 1:2 gegen Spanien und am Ende mit 0:3 gegen Rekordweltmeister Brasilien. Damit schieden sie punktgleich mit Algerien als schlechtester Gruppendritter aus und verabschiedeten sich für mindestens 32 Jahre von der WM-Bühne. Es war die bisher letzte WM an der drei britische Mannschaften teilnahmen. Wie Nordirland schied auch Schottland in der Vorrunde aus, England dagegen im Viertelfinale gegen den späteren Weltmeister Argentinien.

### 1990 in Italien
Die Qualifikation für die zweite WM in Italien beendeten die Nordiren als Gruppenvierter hinter Spanien, Irland und Ungarn. Nur gegen Malta konnten noch beide Spiele gewonnen werden, zudem wurde mit einem 0:0 im Heimspiel gegen den südlichen Nachbarn, der sich erstmals für die WM qualifizierte, ein Punkt erkämpft. Mehr war nicht drin.

### 1994 in den Vereinigten Staaten
Für die WM in den USA konnte sich Nordirland ebenfalls nicht qualifizieren. In einer Siebener-Qualifikationsgruppe mit wieder Spanien und Irland, Dänemark, Litauen, Lettland und Albanien belegten sie mit fünf Punkten Rückstand hinter den Iren, die sich als Gruppenzweiter hinter Spanien erneut qualifizierten, nur den vierten Platz.

### 1998 in Frankreich
Für die Qualifikation zur zweiten WM in Frankreich wurde Nordirland in eine Gruppe mit Europameister Deutschland, der Ukraine, Armenien, Portugal und Albanien gelost. Für die Nordiren begann die Qualifikation schlecht: Mit einer 0:1-Heimniederlage gegen die Ukraine und einem 1:1 im Heimspiel gegen Armenien. Das 1:1 in Deutschland war dann ein kleiner Lichtblick. Danach reichte es aber nur noch zu einem Sieg gegen Albanien. In den restlichen Spielen gab es nur noch Remis und Niederlagen. Am Ende sprang nur der fünfte Platz heraus.

### 2002 in Japan und Südkorea
Vier Jahre später war es wieder nur der fünfte Platz, der in der Qualifikation für die erste WM in Asien belegt wurde. Dänemark und Tschechien, das in den Play-offs der Gruppenzweiten an Belgien scheiterte, Bulgarien und Island lagen am Ende vor Nordirland, das nur beide Spiele gegen Malta und das Heimspiel gegen Island gewann.

### 2006 in Deutschland
In der Qualifikation für die zweite WM in Deutschland diente Nordirland wieder nur als Punktelieferant. Immerhin sprang diesmal Platz 4 hinter England, Polen und Österreich heraus. Nur Wales und Aserbaidschan waren noch schlechter als die Nordiren. Immerhin gelang nach 33 Jahren wieder mal ein Sieg gegen England.

### 2010 in Südafrika
In der Qualifikation für die erste WM in Afrika trafen die Nordiren in einer Sechsergruppe auf die Slowakei, die sich erstmals qualifizieren konnte, Slowenien, Tschechien, Polen und San Marino. Und wieder reichte es nur zu Platz 4.

### 2014 in Brasilien
Vier Jahre später war dann in der Qualifikation zur zweiten WM in Brasilien nur der fünfte Platz drin. In der Gruppe mit Portugal, Russland, Israel, Aserbaidschan und Luxemburg konnten die Nordiren, die seit 2011 von Michael O’Neill trainiert werden, zwar die Russen durch einen 1:0-Heimsieg kurzzeitig bremsen, aber sogar in Aserbaidschan und Luxemburg wurde verloren. O’Neill blieb aber im Amt und führte die Nordiren zwei Jahre später erstmals zu einer EM-Endrunde, bei der sie das Achtelfinale erreichten.

### 2018 in Russland
In der im September 2016 begonnenen Qualifikation traf Nordirland auf Titelverteidiger Deutschland, Tschechien, Norwegen, Aserbaidschan und San Marino. Gegen Aserbaidschan spielten die Nordiren zuvor viermal in den Qualifikationen für die Weltmeisterschaften 2006 und 2014 und gewannen und verloren dabei je einmal und spielten zweimal remis. Deutschland ist fünfthäufigster Gegner der Nordiren, aber nur zwei Spiele konnten gewonnen werden, bei neun Niederlagen und vier Remis vor Beginn der Qualifikation. Beide spielten bereits in den Qualifikationen für die Weltmeisterschaften 1962 und 1998 gegeneinander und trafen auch in der Gruppenphase der EM 2016 aufeinander, in der Deutschland mit 1:0 gewann. Gegen Norwegen gab es in zuvor acht Spielen erst einen Sieg bei sieben Niederlagen, aber noch kein WM-Qualifikationsspiel. San Marino ist der einzige Gegner, gegen den Nordirland eine positive Bilanz hat mit zwei Siegen – beide in der Qualifikation für die WM 2010. Gegen Tschechien gab es dagegen zuvor nur zwei Remis und zwei Niederlagen in den Qualifikationen für die WM 2002 und 2010.
Die Nordiren begannen mit einem torlosen Remis in Tschechien, gewannen dann aber drei Heimspiele ohne Gegentor und verloren nur beim Titelverteidiger mit 0:2. Damit lagen sie nach der Hälfte der Spiele auf dem zweiten Platz mit fünf Punkten Rückstand auf Deutschland. Den zweiten Platz konnten sie dann mit drei Siegen ohne Gegentor in der Rückrunde sichern. Im vorletzten Spiel trafen sie dann wieder auf Deutschland und hätten bei einem Sieg und einer anschließenden Niederlage der Deutschen im letzten Spiel gegen Aserbaidschan und eigenem Sieg in Norwegen, noch am Titelverteidiger vorbeiziehen können. Nordirland verlor aber beide Spiele, während Deutschland beide Spiele gewann und mit 11 Punkten Vorsprung Gruppensieger wurde. Nordirland musste nun in den Playoffspielen der Gruppenzweiten gegen den besten Gruppenzweiten, die Schweiz antreten. Nach einer 0:1-Heimniederlage reichte das torlose Remis im Rückspiel nicht um die Endrunde zu erreichen.

### 2022 in Katar
Für die Qualifikation wurde Nordirland in eine Fünfergruppe gelost. Gegner der Nordiren waren die Italiener, die Schweiz, Bulgarien und Litauen. Gegen Italien war die Bilanz mit einem Sieg, zwei remis und sechs Niederlagen negativ. Allerdings bedeutete der eine Sieg, dass Nordirland statt Italien an der WM 1958 teilnehmen konnte. Gegen die Schweiz war die Bilanz ausgeglichen: zwei knappen Siegen und zwei torlosen Remis standen zwei knappe Niederlagen gegenüber. Beide trafen schon in den Qualifikationsspielen zur letzten WM aufeinander. Gegen Bulgarien gab es zuvor zwei Siege in der Qualifikation für die EM 1980, die aber auch nicht reichten, um die Endrunde zu erreichen. Demgegenüber standen ein Remis und vier Niederlagen, die Letzte im einzigen Freundschafts- und zuvor letzten Spiel im Februar 2008. Gegen Litauen standen zuvor ein Sieg und ein Remis zu Buche – in der Qualifikation für die WM 1994.
Die Nordiren verloren das erste Spiel in Italien mit 0:2, kamen gegen Bulgarien nur zu einem torlosen Remis, dann gelang in Litauen ein 4:1-Sieg. Ein torloses Remis gegen die Schweiz sowie Niederlagen in der Schweiz und Bulgarien raubten dann schon vor den letzten beiden Spielen die Chance auf die Endrundenteilnahme. Denn in der UEFA Nations League 2020/21 waren die Nordiren nur Gruppenletzte geworden. Mit einem 1:0-Sieg gegen Litauen und einem torlosen Remis gegen Italien schlossen sie dann die Qualifikation als Gruppendritte ab und verhinderten die direkte Qualifikation der Italiener.

### 2026 in Kanada, Mexiko und USA
In der Qualifikation treffen die Nordiren ab September 2025 auf Deutschland, die Slowakei und Luxemburg.

## Spieler

### Rangliste der nordirischen WM-Spieler mit den meisten Einsätzen
1. Billy Hamilton, David McCreery, Sam McIlroy, Jimmy Nicholl und Norman Whiteside 8 bei 2 Turnieren
6. Mal Donaghy und Pat Jennings 7 bei 2 Turnieren
8. Gerry Armstrong 6 bei 3 Turnieren

### Rangliste der nordirischen WM-Spieler mit den meisten Toren
1. Peter McParland 5 Tore
2. Gerry Armstrong 3 Tore
3. Billy Hamilton 2 Tore

### WM-Kapitäne
- 1958: Danny Blanchflower
- 1982: Martin O’Neill
- 1986: Sammy McIlroy

### Bei Weltmeisterschaften gesperrte Spieler
- 1982: Im letzten Spiel der ersten Finalrunde gegen Spanien erhielt Mal Donaghy die Rote Karte und war für das erste Spiel der zweiten Finalrunde gesperrt.

### Anteil der im Ausland spielenden Spieler im WM-Kader
Bei der ersten WM-Teilnahme reisten die Nordiren nur mit Spielern an, die als Legionäre in England und Schottland spielten. Drei in Nordirland tätige Spieler standen nur auf Abruf bereit, ebenso wie die beiden in England spielenden Spieler Sammy Chapman und Len Graham. 1982 standen vier in Nordirland tätige Spieler im Kader und 1986 nur noch Ersatztorhüter Jim Platt, der zu keinem Einsatz kam.
| Jahr (Spiele) | Anzahl (Länder)                                                | Spieler (Einsätze) |
| ------------- | -------------------------------------------------------------- | --- |
| 1958 (5)      | 17/15 (in England, 2 in Schottland)                            | Billy Bingham (5), Danny Blanchflower (5), Tommy Casey (2), Sammy Chapman, Fay Coyle (1), Willie Cunningham (5), Wilbur Cush (5), Derek Dougan (1, Len Graham, Harry Gregg (4), Dick Keith (5), Sammy McCrory (0), Jimmy McIlroy (5), Alf McMichael (5), Peter McParland (5), Jackie Scott (2), Norman Uprichard (1); Bertie Peacock (4), Billy Simpson (5)                                                    |
| 1982 (5)      | 18 (15 in England, 1 in Kanada, 1 in Schottland, 1 in den USA) | Gerry Armstrong (5), Noel Brotherston (2), Bobby Campbell (0), Thomas Cassidy (1), Mal Donaghy (4), Tommy Finney (0), Billy Hamilton (5), Pat Jennings (4), Sammy McIlroy (5), Sammy Nelson (2), Chris Nicholl (5), John O’Neill (1), Martin O’Neill (5), Jim Platt (1), Norman Whiteside (5); Jimmy Nicholl (5); John McClelland (5); David McCreery (5)                                                      |
| 1986 (3)      | 21 (in England)                                                | Gerry Armstrong (1), David Campbell (1), Mark Caughey (0), Colin Clarke (3), Mal Donaghy (3), Billy Hamilton (3), Phil Hughes (0), Pat Jennings (3), John McClelland (0), David McCreery (3), Alan McDonald (3), Sammy McIlroy (3), Bernard McNally (0), Jimmy Nicholl (3), John O'Neill (3), Steve Penney (2), Jimmy Quinn (0), Paul Ramsey (3), Ian Stewart (3), Norman Whiteside (3), Nigel Worthington (2) |

## Spiele
Die Nordiren bestritten bisher 13 WM-Spiele. Davon wurden drei gewonnen, fünf verloren und fünf endeten remis. Ein Remis-Spiel musste verlängert werden, da ein Sieger ermittelt werden musste. Das Spiel wurde dann in der Verlängerung gewonnen.
Die Nordiren nahmen nie am Eröffnungsspiel teil und mussten einmal gegen den Gastgeber antreten: 1982 in der Vorrunde.
Die Nordiren spielten nie gegen den späteren Weltmeister.
Nordirland spielte bisher zweimal gegen die Tschechoslowakei, Frankreich und Spanien. Alle anderen WM-Endrundenspiele waren bisher einmalig.
1958 in der Vorrunde spielten die Nordiren gegen den Titelverteidiger.
Die Nordiren trafen einmal auf einen WM-Neuling: 1982 (Honduras)
| Alle WM-Spiele |            |                     |           |               |   |                   |                                               |
| Nr.            | Datum      | Gegner              | Ergebnis  | Anlass        |   | Austragungsort    | Bemerkungen                                   |
| 1              | 08.06.1958 | Tschechoslowakei    | 1:0       | Vorrunde      | * | Halmstad (SWE)    | Erstes Länderspiel gegen die Tschechoslowakei |
| 2              | 11.06.1958 | Argentinien         | 1:3       | Vorrunde      | * | Halmstad (SWE)    | Erstes Länderspiel gegen Argentinien          |
| 3              | 15.06.1958 | BR Deutschland (TV) | 2:2       | Vorrunde      | * | Malmö (SWE)       | Erstes Länderspiel gegen Deutschland          |
| 4              | 17.06.1958 | Tschechoslowakei    | 2:1 n. V. | Vorrunde      | * | Malmö (SWE)       | Entscheidungsspiel um Platz 2 in der Gruppe   |
| 5              | 19.06.1958 | Frankreich          | 0:4       | Viertelfinale | * | Norrköping (SWE)  |                                               |
| 6              | 17.06.1982 | Jugoslawien         | 0:0       | 1. Finalrunde | * | Saragossa (ESP)   |                                               |
| 7              | 21.06.1982 | Honduras            | 1:1       | 1. Finalrunde | * | Saragossa (ESP)   | Erstes Länderspiel gegen Honduras             |
| 8              | 25.06.1982 | Spanien             | 1:0       | 1. Finalrunde | A | Valencia (ESP)    |                                               |
| 9              | 01.07.1982 | Österreich          | 2:2       | 2. Finalrunde | * | Madrid (ESP)      | Erstes Länderspiel gegen Österreich           |
| 10             | 04.07.1982 | Frankreich          | 1:4       | 2. Finalrunde | * | Madrid (ESP)      |                                               |
| 11             | 03.06.1986 | Algerien            | 1:1       | Vorrunde      | * | Guadalajara (MEX) | Erstes Länderspiel gegen Algerien             |
| 12             | 07.06.1986 | Spanien             | 1:2       | Vorrunde      | * | Guadalajara (MEX) |                                               |
| 13             | 12.06.1986 | Brasilien           | 0:3       | Vorrunde      | * | Guadalajara (MEX) | Erstes Länderspiel gegen Brasilien            |

### Höchste Siege und Niederlagen
Die drei WM-Siege der nordirischen Mannschaft waren ihre höchsten Siege gegen diese Länder:
- Spanien. 1. Finalrunde 1982 1:0 (zudem ein 3:2 in der EM-Qualifikation 1984)
- Tschechoslowakei: Vorrunde 1958 1:0 und 2:1 n. V. (einzige Spiele gegen die Tschechoslowakei)

Gegen folgende Länder kassierte die nordirische Mannschaft ihre höchsten Niederlagen bei WM-Turnieren:
- Argentinien: Vorrunde 1958 1:3 (einziges Spiel gegen Argentinien)
- Brasilien: Vorrunde 1986 0:3 (einziges Spiel Brasilien)
- Frankreich: Viertelfinale 1958 0:4 (zudem ein 0:4 in einem Freundschaftsspiel)

## Rekorde
- Jüngster eingesetzter Spieler bei einer WM: Norman Whiteside im Alter von 17 Jahren und 41 Tagen bei der WM 1982.
- Torhüter Pat Jennings war bei der WM 1986 mit 41 Jahren der bis dahin älteste eingesetzte Spieler. Mittlerweile wurde sein Rekord übertroffen. Von 2014 bis 2018 war der Kolumbianer Faryd Mondragón Rekordhalter, seit 2018 der Ägypter Essam El-Hadary mit 45 Jahren und 161 Tagen – beide ebenfalls Torhüter.

### Negativrekord
- Höchste Niederlagen in einem Viertelfinale nach der Vorrunde (nur 1954 bis 1970): Nordirland – Frankreich, 1958 und Uruguay – Deutschland, 1966 beide 0:4